# On Every Street
On Every Street – szósty i ostatni album studyjny grupy Dire Straits wydany w 1991.  Został nagrany w Air Studios w Londynie.  Sprzedano ponad 8 milionów egzemplarzy tej płyty, nie udało się więc zespołowi powtórzyć wielkiego sukcesu komercyjnego jakim był poprzedni album Brothers in Arms.

## Lista utworów
1. „Calling Elvis” - 6:27
2. „On Every Street” - 5:04
3. „When It Comes To You” - 5:01
4. „Fade To Black” - 3:50
5. „The Bug” - 4:16
6. „You And Your Friend” - 5:59
7. „Heavy Fuel” - 4:56
8. „Iron Hand” - 3:09
9. „Ticket To Heaven” - 4:25
10. „My Parties” - 5:33
11. „Planet of New Orleans” - 7:48
12. „How Long” - 3:49

## Twórcy
- Mark Knopfler – gitara, śpiew
- John Illsley – gitara basowa, śpiew
- Guy Fletcher – instrumenty klawiszowe, śpiew
- Alan Clark – instrumenty klawiszowe
- Phil Palmer – gitara
- Paul Franklin – elektryczna gitara hawajska
- Jeff Porcaro – instrumenty perkusyjne
- Manu Katché – instrumenty perkusyjne
- Danny Cummings – perkusja
- Vince Gill – śpiew
- Chris White – flet, saksofon